# Gabriel de Aristizábal y Espinosa
Gabriel de Aristizábal y Espinosa (Madrid, 25 de marzo de 1743 - isla de León, Cádiz, 5 de junio de 1805), marino militar español.

## Biografía
Hijo del Secretario del Real Consejo de Hacienda Nicolás Aristizábal y Olloqui y de Rosa Espinosa y Aguado, sentó plaza de guardiamarina en 1760 en Cádiz, destacando por su excelente educación (sabía a la perfección latín, italiano, francés e inglés, y destacaba también en matemáticas). Realizó prácticas de navegación por Atlántico y Pacífico y llegó a las Filipinas. Sirvió en los navíos Septentrión, Triunfante, Princesa y Buen Consejo, combatiendo con los ingleses en más de una ocasión. 
A su regreso a España en 1766 se le notificó su ascenso a alférez de fragata y en 1767 a alférez de navío, siendo destinado a Cartagena. Allí estudió dos años de matemáticas hasta que embarcó en la Astrea rumbo a Manila, adonde arribó en 1770. Desconocía que en el ínterin había sido ascendido a teniente de fragata en 1769. Fue nombrado comandante del arsenal de Cavite, y allí se consagró a construir puertos de apoyo. Además combatió la piratería en esas aguas, en especial contra la musulmana de la isla de Mindoro. 
En 1774 fue ascendido a teniente de navío y regresó ese mismo año a España. Se le pidió ponerse al mando de la expedición a Pensacola con ascenso a capitán de fragata en 1776, pero en 1778 recibió la orden de regresar a la Península con el grado de capitán de navío y guerreó contra Inglaterra hasta que se firmó la paz en 1783. 
En 1784, ya brigadier, se puso al mando de una flota para firmar un tratado de amistad en Estambul con la Sublime Puerta llevando numerosos regalos al sultán. En 1785 fue ascendido a segundo jefe de escuadra del general Juan de Lángara. En 1791 es ascendido a teniente general. 
En 1793 se le da el mando de una escuadra para bloquear Saint-Domingue (11 navíos, siete fragatas y nueve bergantines, con un total de 1114 cañones), pese a que dos tormentas y una epidemia de vómito negro y escorbuto entre sus hombres dificultó sus operaciones; tomó Fort-Dauphin y sus fortalezas el 27 de enero de 1794. Al firmarse la paz en 1795 y habida cuenta de que había que devolver la isla a los franceses, pidió permiso para exhumar los restos de Cristóbal Colón, enterrado allí. Se embarcaron los restos del almirante en el navío San Lorenzo y se llevaron a La Habana, donde fueron enterrados en la Catedral el 19 de enero de 1796. También actuó en Venezuela, las Floridas y las Antillas españolas en diversos cometidos o misiones y fue nombrado caballero de la Orden de Alcántara. 
Mientras formaba parte de la junta que examinaba el nuevo Código naval y ya con la salud muy quebrantada, fue nombrado en 1802 Capitán General del Departamento de Cádiz. Murió en 1805.

### Familia
Se casó en La Habana, Cuba, el 5 de abril de 1780 con Inés María de Sequeira y Palma, hermana del conde de Lagunillas, con quien tuvo tres hijos Gabriel de Aristizábal y Sequeira (1783-1809), diplomático; Quirico de Aristizábal y Sequeira (1791-18..), guardamarina, del cual la Fundación Museo Naval guarda un retrato pintado; Domingo de Aristizábal y Sequeira (1798-1846), militar, geógrafo.

#### Retratos de dos de sus hijos

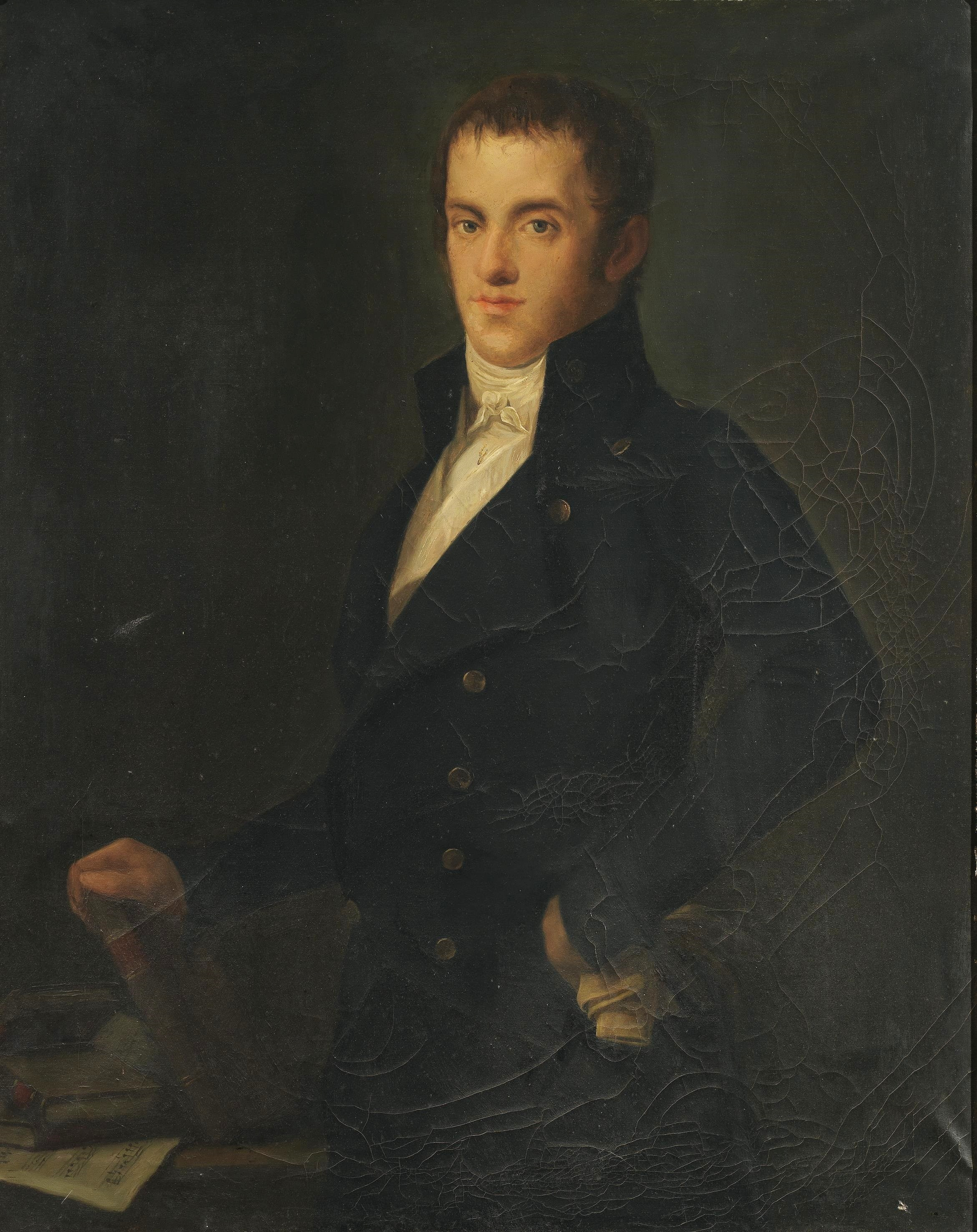
Gabriel de Aristizábal y Sequeira, por Mariano Oliver Aznar (Museo del Prado).
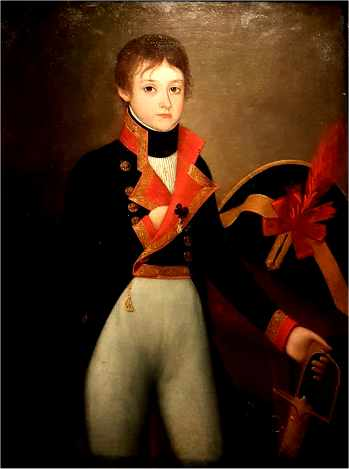
Quirico de Aristizábal y Sequeira, guardamarina (Fundación Museo Naval).

### Distinciones honoríficas
- caballero de la Orden de Alcántara